# 壬炔
壬炔（英語：Nonyne）可以指：

### 直链
- 1-壬炔  CAS#3452-09-3
- 2-壬炔  CAS#19447-29-1
- 3-壬炔  CAS#20184-89-8
- 4-壬炔  CAS#20184-91-2

### C8主链
- 以2-甲基辛烷为骨架
  - 7-甲基-1-辛炔 CAS：?
  - 7-甲基-2-辛炔 CAS：?
  - 7-甲基-3-辛炔 CAS：37050-06-9 
  - 2-甲基-4-辛炔 CAS：10306-94-2 
  - 2-甲基-3-辛炔 CAS：55402-15-8
- 以3-甲基辛烷为骨架
  - 6-甲基-1-辛炔 混合CAS：?
  - 6-甲基-2-辛炔 混合CAS：?
  - 6-甲基-3-辛炔 混合CAS：?
  - 3-甲基-4-辛炔 混合CAS：?
  - 3-甲基-1-辛炔 混合CAS：?
- 以4-甲基辛烷为骨架
  - 5-甲基-1-辛炔 混合CAS：?
  - 5-甲基-2-辛炔 混合CAS：?
  - 5-甲基-3-辛炔 混合CAS：62108-33-2 
  - 4-甲基-2-辛炔 混合CAS：?
  - 4-甲基-1-辛炔 混合CAS：?

### C7主链

#### 乙基庚炔
- 以3-乙基庚烷为骨架
  - 5-乙基-1-庚炔 CAS#？
  - 5-乙基-2-庚炔 CAS#？
  - 2-乙基-3-庚炔 CAS#？
  - 2-乙基-1-庚炔 混合CAS#？
- 以4-乙基庚烷为骨架
  - 4-乙基-1-庚炔 混合CAS#？
  - 4-乙基-2-庚炔 混合CAS#？
  - 3-丙基-1-己炔 CAS#？

#### 二甲基庚炔
- 以2,2-二甲基庚烷为骨架
- 以2,3-二甲基庚烷为骨架
- 以2,4-二甲基庚烷为骨架
- 以2,5-二甲基庚烷为骨架
- 以2,6-二甲基庚烷为骨架
- 以3,3-二甲基庚烷为骨架
- 以3,4-二甲基庚烷为骨架
- 以3,5-二甲基庚烷为骨架
- 以4,4-二甲基庚烷为骨架

### C6主链

#### 三甲基己炔
- 以2,2,3-三甲基己烷为骨架
- 以2,2,4-三甲基己烷为骨架
- 以2,2,5-三甲基己烷为骨架
- 以2,3,3-三甲基己烷为骨架
- 以2,3,4-三甲基己烷为骨架
- 以2,4,4-三甲基己烷为骨架
- 以3,3,4-三甲基己烷为骨架

#### 甲基乙基己炔
- 以2-甲基-3-乙基己烷为骨架
- 以2-甲基-4-乙基己烷为骨架
- 以3-甲基-3-乙基己烷为骨架
- 以4-甲基-3-乙基己烷为骨架

### C5主链
- 以2,2,3,3-四甲基戊烷为骨架
  - 3,3,4,4-四甲基-1-戊炔  CAS#？
- 以2,2-二甲基-3-乙基戊烷为骨架
  - 4,4-二甲基-3-乙基-1-戊炔  混合CAS#？
    - (R)-4,4-二甲基-3-乙基-1-戊炔  CAS#？
    - (S)-4,4-二甲基-3-乙基-1-戊炔  CAS#？
- 以2,3-二甲基-3-乙基戊烷为骨架
  - 3,4-二甲基-3-乙基-1-戊炔  混合CAS#？
    - (R)-3,4-二甲基-3-乙基-1-戊炔  CAS#？
    - (S)-3,4-二甲基-3-乙基-1-戊炔  CAS#？
- 以3,3-二乙基戊烷为骨架
  - 3,3-二乙基-1-戊炔  CAS#？